# Condado de Pitkin
O Condado de Pitkin é um dos 64 condados do Estado americano do Colorado. A sede do condado é Aspen, e sua maior cidade é Aspen. O condado possui uma área de 2 521 km² (dos quais 7 km² estão cobertos por água), uma população de 14 872 habitantes, e uma densidade populacional de 6 hab/km² (segundo o censo nacional de 2000). O condado foi fundado em 1881. O condado possui a quarta maior renda per capita dos Estados Unidos.